# Starane
Starane je komerční název pro směs látek používanou jako selektivní systémový herbicid, vyráběný firmou Dow AgroSciences s.r.o.. Používá se k hubení dvouděložných plevelů a náletových dřevin. Účinnou látkou ve směsi je fluroxypyr. Starane je listový herbicid. Je aplikován postřikem na nadzemní části rostliny a absorbován tkáněmi. Patří mezi postemergentní herbicidy a systémové herbicidy. Herbicid Starane je obvykle používán jako selektivní herbicid. 
Směs látek nazývaná Starane je žlutá olejovitá látka mísitelná s vodou. Přípravek nesmí zmrznout, dešťové srážky do dvou hodin po aplikaci snižují herbicidní účinek přípravku. Přípravek je jedovatý pro vodní organismy.

## Obsahové látky
Ve směsi označené STARANE 250 EC je obsaženo 250 gramů látky fluroxypyr na litr tekutiny (36,8%) Z nebezpečných látek směs dále obsahuje dichlormethan, alkylarylsulfonát a organická rozpouštědla na bázi aromatických uhlovodíků.
Ve směsi označené Starane Forte je obsaženo 333 gramů látky fluroxypyr na litr tekutiny.

## Použití
Je doporučen pro použití v obilninách, cibulovinách, ovocných sadech, trávnících. Přípravek je zakázáno používat v II. pásmu ochrany vod. V trávnících je kombinován s herbicidem Lontrel.
Spektrum účinnosti

Směs je účinná zejména vůči plevelům svízel přítula, rmeny, ptačinec žabinec, heřmánkovec přímořský, hluchavky, starček obecný, smetanku lékařskou, výdrol slunečnice, rdesnovité plevele, kopřivy, lilkovité, konopice napuchlá, ptačinec žabinec, pomněnka rolní, lilek černý, opletník plotní, šťovíky (mladé růžice) a další. Působí i vůči plevelům svlačec rolní, hořčice rolní, penízek rolní.
Starane 250 EC nepůsobí na trávovité plevele, rozrazily, violku rolní, mák vlčí a některé další druhy.

## Ochrana
Oděv s rukávy, pryžové rukavice, ochranné brýle s postranními kryty nebo štít, pryžová obuv, čepice se štítkem nebo klobouk. Prázdné nádoby po skladované látce je nutno považovat za nebezpečný odpad.
Aplikaci je třeba provádět za bezvětří nebo mírného vánku, ve směru po větru a od dalších osob. Při práci je zejména zakázáno používat kontaktní čočky, jíst, pít a kouřit, a to až do smytí kontaminace. Ochranný oděv je před dalším použitím třeba vyčistit. Práce s přípravkem je nevhodná pro alergické osoby, těhotné a kojící ženy a pro mladistvé.
Při ošetřování lesních porostů a v oblastech využívaných širokou veřejností je nutné aplikaci je třeba předem oznámit (např. místně příslušnému obecnímu nebo městskému úřadu) aplikaci. Je třeba zajistit vhodné označení ošetřené plochy nebo stromů (během a po dobu 7 dní po aplikaci) například nápisem: „chemicky ošetřeno, nedotýkejte se ošetřených porostů“ s doplněním časových termínů a po tuto dobu zamezit vstupu osob a pohybu zvířat v ošetřeného porostu.